# یواس‌اس هاوارد (دی‌دی‌جی-۸۳)
یواس‌اس هاوارد (دی‌دی‌جی-۸۳) (به انگلیسی: USS Howard (DDG-83)) یک کشتی است که طول آن ۵۰۹ فوت ۶ اینچ (۱۵۵٫۳۰ متر) می‌باشد. این کشتی در سال ۱۹۹۹ ساخته شد.